# Volta a Cataluña 2013
La 93ª edición de la Volta a Cataluña, se disputó en el 2013 entre el 18 y el 24 de marzo, dividida en siete etapas por un total de 1175,2 km.
La prueba se integró en el UCI WorldTour de ese año.
El ganador final fue Daniel Martin tras hacerse con la segunda etapa de alta montaña consiguiendo una ventaja suficiente como para alzarse con la victoria. Le acompañaron en el podio Joaquim Rodríguez (vencedor de la clasificación de los catalanes) y Michele Scarponi, respectivamente.
En las otras clasificaciones secundarias se impusieron Cristiano Salerno (montaña), Christian Meier (sprints y clasificación del centenario del Tour de Francia) y Garmin Sharp (equipos) y Alberto Losada (catalanes).

## Equipos participantes
Tomaron parte en la carrera 22 equipos: los 19 de categoría UCI ProTeam (al tener obligada su participación); más 3 de categoría Profesional Continental mediante invitación de la organización (Caja Rural-Seguros RGA, Cofidis, Solutions Crédits, Sojasun). Formando así un pelotón de 174 ciclistas, con 8 corredores cada equipo (excepto el Lampre-Merida y Orica-GreenEDGE que salieron con 7), de los que acabaron 121. Los equipos participantes fueron:
| Equipo                               | Cód. UCI | Categoría               | Jefe de filas                      |
| ------------------------------------ | -------- | ----------------------- | ---------------------------------- |
| Ag2r La Mondiale                     | ALM      | UCI ProTeam             | Samuel Dumoulin Rinaldo Nocentini  |
| Astana Pro Team                      | AST      | UCI ProTeam             | Jakob Fuglsang                     |
| Blanco Pro Cycling Team              | BLA      | UCI ProTeam             | Robert Gesink                      |
| BMC Racing                           | BMC      | UCI ProTeam             | Marcus Burghardt                   |
| Cannondale Pro Cycling               | CAN      | UCI ProTeam             | Daniele Ratto                      |
| Euskaltel Euskadi                    | EUS      | UCI ProTeam             | Igor Antón Mikel Nieve             |
| FDJ                                  | FDJ      | UCI ProTeam             | Sandy Casar                        |
| Garmin Sharp                         | GRM      | UCI ProTeam             | Ryder Hesjedal                     |
| Katusha Team                         | KAT      | UCI ProTeam             | Joaquim Rodríguez                  |
| Lampre-Merida                        | LAM      | UCI ProTeam             | Michele Scarponi                   |
| Lotto Belisol                        | LTB      | UCI ProTeam             | Jurgen Van den Broeck              |
| Movistar Team                        | MOV      | UCI ProTeam             | Alejandro Valverde                 |
| Omega Pharma-Quick Step Cycling Team | OPQ      | UCI ProTeam             | Andrew Fenn                        |
| Orica-GreenEDGE                      | OGE      | UCI ProTeam             | Simon Gerrans                      |
| RadioShack Leopard                   | RLT      | UCI ProTeam             | Chris Horner                       |
| Sky Procycling                       | SKY      | UCI ProTeam             | Bradley Wiggins                    |
| Team Argos-Shimano                   | ARG      | UCI ProTeam             | William Clarke Patrick Gretsch     |
| Team Saxo-Tinkoff                    | TST      | UCI ProTeam             | Nicolas Roche                      |
| Vacansoleil-DCM Pro Cycling Team     | VCD      | UCI ProTeam             | Thomas De Gendt                    |
| Caja Rural-Seguros RGA               | CJR      | Profesional Continental | David Arroyo                       |
| Cofidis, Solutions Crédits           | COF      | Profesional Continental | Daniel Navarro Christophe Le Mevel |
| Sojasun                              | SOJ      | Profesional Continental | Julien Simon                       |

## Etapas

### Etapa 1.Calella-Calella. 18 de marzo de 2013. 159,3 km

#### Clasificaciones
|   | Ciclista           | Equipo                  | Tiempo       |
| - | ------------------ | ----------------------- | ------------ |
| 1 | Gianni Meersman    | Omega Pharma-Quick Step | 3h 55min 56s |
| 2 | Valerio Agnoli     | Astana                  | m. t.        |
| 3 | Alejandro Valverde | Movistar                | m. t.        |
| 4 | Daniel Martin      | Garmin Sharp            | m. t.        |
| 5 | Danilo Wyss        | BMC Racing Team         | m. t.        |

|   | Ciclista           | Equipo                  | Tiempo          |
| - | ------------------ | ----------------------- | --------------- |
| 1 | Gianni Meersman    | Omega Pharma-Quick Step | 3 h 55 min 56 s |
| 2 | Valerio Agnoli     | Astana                  | a 4 s           |
| 3 | Alejandro Valverde | Movistar                | a 6 s           |
| 4 | Daniel Martin      | Garmin Sharp            | a 10 s          |
| 5 | Danilo Wyss        | BMC Racing Team         | m.t.            |

### Etapa 2.Gerona-Bañolas. 19 de marzo de 2013. 160,7 km

#### Clasificaciones
|   | Ciclista        | Equipo                  | Tiempo          |
| - | --------------- | ----------------------- | --------------- |
| 1 | Gianni Meersman | Omega Pharma-Quick Step | 3 h 47 min 43 s |
| 2 | Daniele Ratto   | Cannondale              | m.t.            |
| 3 | Brett Lancaster | Orica-GreenEDGE         | m.t.            |
| 4 | Samuel Dumoulin | Ag2r La Mondiale        | m.t.            |
| 5 | Robert Wagner   | Blanco                  | m.t.            |

|   | Ciclista           | Equipo                  | Tiempo          |
| - | ------------------ | ----------------------- | --------------- |
| 1 | Gianni Meersman    | Omega Pharma-Quick Step | 7 h 43 min 32 s |
| 2 | Valerio Agnoli     | Astana                  | a 14 s          |
| 3 | Alejandro Valverde | Movistar                | a 16 s          |
| 4 | Danilo Wyss        | BMC Racing              | a 20 s          |
| 5 | Robert Gesink      | Blanco                  | m.t.            |

### Etapa 3.Vidreres-Setcasas(Vallter 2000). 20 de marzo de 2013. 180,1 km

#### Clasificaciones
|   | Ciclista           | Equipo   | Tiempo         |
| - | ------------------ | -------- | -------------- |
| 1 | Nairo Quintana     | Movistar | 5 h 1 min 14 s |
| 2 | Alejandro Valverde | Movistar | a 6 s          |
| 3 | Joaquim Rodríguez  | Katusha  | m.t.           |
| 4 | Bradley Wiggins    | Sky      | a 9 s          |
| 5 | Thibaut Pinot      | FDJ      | m.t.           |

|   | Ciclista           | Equipo        | Tiempo           |
| - | ------------------ | ------------- | ---------------- |
| 1 | Alejandro Valverde | Garmin Sharp  | 12 h 45 min 22 s |
| 2 | Joaquim Rodríguez  | Katusha       | a 6 s            |
| 3 | Bradley Wiggins    | Sky           | a 10 s           |
| 4 | Michele Scarponi   | Lampre-Merida | a 13 s           |
| 5 | Przemysław Niemiec | Lampre-Merida | a 39 s           |

### Etapa 4.Llanás(Valle de Camprodón)-Port Ainé(Pallars Sobirá-Rialp). 21 de marzo de 2013. 217,7 km

#### Clasificaciones
|   | Ciclista              | Equipo        | Tiempo         |
| - | --------------------- | ------------- | -------------- |
| 1 | Daniel Martin         | Garmin-Sharp  | 6 h 2 min 40 s |
| 2 | Joaquim Rodríguez     | Katusha       | a 36 s         |
| 3 | Nairo Quintana        | Movistar      | a 36 s         |
| 4 | Jurgen Van den Broeck | Lotto Belisol | a 47 s         |
| 5 | Robert Gesink         | Blanco        | a 47 s         |

|   | Ciclista          | Equipo        | Tiempo           |
| - | ----------------- | ------------- | ---------------- |
| 1 | Daniel Martin     | Garmin-Sharp  | 18 h 48 min 38 s |
| 2 | Joaquim Rodríguez | Katusha       | a 10 s           |
| 3 | Nairo Quintana    | Movistar      | a 32 s           |
| 4 | Bradley Wiggins   | Sky           | a 36 s           |
| 5 | Michele Scarponi  | Lampre-Merida | a 39 s           |

### Etapa 5.Rialp-Lérida. 22 de marzo de 2013. 156,5 km

#### Clasificaciones
|   | Ciclista          | Equipo                     | Tiempo         |
| - | ----------------- | -------------------------- | -------------- |
| 1 | François Parisien | Argos-Shimano              | 3 h 32 min 2 s |
| 2 | Samuel Dumoulin   | Ag2r La Mondiale           | m.t.           |
| 3 | Stéphane Poulhiès | Cofidis, Solutions Crédits | m.t.           |
| 4 | Daniele Ratto     | Cannondale                 | m.t.           |
| 5 | Danilo Wyss       | BMC Racing                 | m.t.           |

|   | Ciclista          | Equipo        | Tiempo           |
| - | ----------------- | ------------- | ---------------- |
| 1 | Daniel Martin     | Garmin-Sharp  | 22 h 20 min 39 s |
| 2 | Joaquim Rodríguez | Katusha       | a 14 s           |
| 3 | Nairo Quintana    | Movistar      | a 42 s           |
| 4 | Bradley Wiggins   | Sky           | a 46 s           |
| 5 | Michele Scarponi  | Lampre-Merida | a 47 s           |

### Etapa 6.Almacellas-Valls. 23 de marzo de 2013. 178,7 km

#### Clasificaciones
|   | Ciclista        | Equipo                  | Tiempo          |
| - | --------------- | ----------------------- | --------------- |
| 1 | Simon Gerrans   | Orica GreenEDGE         | 3 h 55 min 46 s |
| 2 | Gianni Meersman | Omega Pharma-Quick Step | m.t.            |
| 3 | Samuel Dumoulin | Ag2r La Mondiale        | m.t.            |
| 4 | Daniele Ratto   | Cannondale              | m.t.            |
| 5 | Danilo Wyss     | BMC Racing              | m.t.            |

|   | Ciclista          | Equipo        | Tiempo           |
| - | ----------------- | ------------- | ---------------- |
| 1 | Daniel Martin     | Garmin-Sharp  | 26 h 16 min 22 s |
| 2 | Joaquim Rodríguez | Katusha       | a 17 s           |
| 3 | Nairo Quintana    | Movistar      | a 45 s           |
| 4 | Bradley Wiggins   | Sky           | a 54 s           |
| 5 | Michele Scarponi  | Lampre-Merida | a 55 s           |

### Etapa 7.El Vendrell-Barcelona(Montjuic). 24 de marzo de 2013. 122,2 km

#### Clasificaciones
|   | Ciclista           | Equipo             | Tiempo          |
| - | ------------------ | ------------------ | --------------- |
| 1 | Thomas De Gendt    | Vacansoleil-DCM    | 2 h 45 min 10 s |
| 2 | David López        | Sky                | m.t.            |
| 3 | Robert Kiserlovski | RadioShack Leopard | m.t.            |
| 4 | Michele Scarponi   | Lampre-Merida      | m.t.            |
| 5 | Samuel Dumoulin    | Ag2r La Mondiale   | a 21 s          |

|   | Ciclista          | Equipo        | Tiempo           |
| - | ----------------- | ------------- | ---------------- |
| 1 | Daniel Martin     | Garmin-Sharp  | 29 h 02 min 25 s |
| 2 | Joaquim Rodríguez | Katusha       | a 17 s           |
| 3 | Michele Scarponi  | Lampre-Merida | a 34 s           |
| 4 | Nairo Quintana    | Movistar      | a 45 s           |
| 5 | Bradley Wiggins   | Sky           | a 54 s           |

## Clasificaciones finales

### Clasificación general
| Posición | Ciclista              | Equipo        | Puntos           |
| -------- | --------------------- | ------------- | ---------------- |
|          | Daniel Martin         | Garmin-Sharp  | 29 h 02 min 25 s |
| 2        | Joaquim Rodríguez     | Katusha       | a 17 s           |
| 3        | Michele Scarponi      | Lampre-Merida | a 34 s           |
| 4        | Nairo Quintana        | Movistar      | a 45 s           |
| 5        | Bradley Wiggins       | Sky           | a 54 s           |
| 6        | Robert Gesink         | Blanco        | a 1 min 07 s     |
| 7        | Przemysław Niemiec    | Lampre-Merida | a 1 min 18 s     |
| 8        | Thibaut Pinot         | FDJ           | a 1 min 26 s     |
| 9        | Jurgen Van den Broeck | Lotto Belisol | a 1 min 28 s     |
| 10       | Thomas Danielson      | Garmin Sharp  | a 1 min 41 s     |

### Clasificación de la montaña
| Posición | Ciclista          | Equipo     | Puntos |
| -------- | ----------------- | ---------- | ------ |
|          | Cristiano Salerno | Cannondale | 109    |
| 2        | Nairo Quintana    | Movistar   | 51     |
| 3        | Joaquim Rodríguez | Katusha    | 45     |

### Clasificación de los sprints
| Posición | Ciclista         | Equipo                 | Puntos |
| -------- | ---------------- | ---------------------- | ------ |
|          | Christian Meier  | Orica-GreenEDGE        | 12     |
| 2        | Karol Domagalski | Caja Rural-Seguros RGA | 7      |
| 3        | Daniel Martin    | Garmin Sharp           | 7      |

### Clasificación por equipos
| Posición | Equipo             | Tiempo          |
| -------- | ------------------ | --------------- |
|          | Garmin Sharp       | 87h 10 min 27 s |
| 2        | Katusha            | a 2 min 23 s    |
| 3        | RadioShack Leopard | a 6 min 55 s    |

## Evolución de las clasificaciones
| Etapa (Vencedor)             | Clasificación general | Clasificación de la montaña | Clasificación de los sprints | Clasificación por equipos | Clasificación de los catalanes | Clasificación del centenario del Tour |
| ---------------------------- | --------------------- | --------------------------- | ---------------------------- | ------------------------- | ------------------------------ | ------------------------------------- |
| 1ª etapa (Gianni Meersman)   | Gianni Meersman       | Cristiano Salerno           | Christian Meier              | Sky                       | Joaquim Rodríguez              | Christian Meier                       |
| 2ª etapa (Gianni Meersman)   |                       | Cristiano Salerno           | Christian Meier              | Sky                       | Joaquim Rodríguez              | Christian Meier                       |
| 3ª etapa (Nairo Quintana)    | Alejandro Valverde    | Cristiano Salerno           | Christian Meier              | Sky                       | Joaquim Rodríguez              | Christian Meier                       |
| 4ª etapa (Daniel Martin)     | Daniel Martin         | Cristiano Salerno           | Christian Meier              | Sky                       | Joaquim Rodríguez              | Christian Meier                       |
| 5ª etapa (François Parisien) | Daniel Martin         | Cristiano Salerno           | Christian Meier              | Garmin-Sharp              | Joaquim Rodríguez              | Christian Meier                       |
| 6ª etapa (Simon Gerrans)     | Daniel Martin         | Cristiano Salerno           | Christian Meier              | Garmin-Sharp              | Joaquim Rodríguez              | Christian Meier                       |
| 7ª etapa (Thomas De Gendt)   | Daniel Martin         | Cristiano Salerno           | Christian Meier              | Garmin-Sharp              | Joaquim Rodríguez              | Christian Meier                       |
| Final                        | Daniel Martin         | Cristiano Salerno           | Christian Meier              | Garmin-Sharp              | Joaquim Rodríguez              | Christian Meier                       |